# Кабаков, Олег Николаевич
Олег Николаевич Кабаков (11 сентября 1928, Ленинград, РСФСР, СССР — 26 октября 2009) — советский и российский геолог и энтомолог, научный иллюстратор и крупнейший коллекционер насекомых. Лауреат Ленинской премии (1964).

## Биография
Родился 11 сентября 1928 года в городе Ленинграде.
Во время войны с семьёй был эвакуирован в Новосибирск.
Окончил школу рабочей молодёжи и курсы коллекторов при ВСЕГЕИ.
В 1951 году учился на курсах повышения квалификации геологов при Ленинградском государственном университете.
Более 40 лет провёл в разнообразных геологических экспедициях — в Забайкалье и на Дальнем Востоке СССР (1957-61), в Китае, Вьетнаме (1961-63), Афганистане (1969-73), Лаосе. Во время работы в экспедициях собрал одну из крупнейших коллекций жуков (более 150 тыс. экз., представляющих более 16 тысяч видов), завещанную Зоологическому институту РАН, с которым он постоянно сотрудничал.
В 1955 году на отрогах Мяо-Чана открыл месторождение олова «Солнечное».
В 1974—1989 гг работал во Всероссийском научно-исследовательском геологическом институте имени А. П. Карпинского (ВСЕГЕИ).
Им было открыто крупнейшее в СССР месторождение олова (Комсомольское). За его заслуги по поиску рудных месторождений он был награждён орденом Ленина и другими орденами, он стал лауреатом Ленинской премии.
По результатам исследований во Вьетнаме подготовил отчёт об открытых новых месторождениях и о состоянии минеральных ресурсов Вьетнама (отчёт был засекречен).
Скончался 26 октября 2009 года в городе Санкт-Петербурге.

## Награды и премии
- 1963 — Орден Ленина
- 1964 — Ленинская премия, за вклад в развитие редкометалльной базы страны (О. Н. Кабаков и Л. И. Красный) — Комсомольский оловорудный район.

### Труды в области энтомологии
Описал более 100 новых для науки видов насекомых, в основном пластинчатоусых жуков из подсемейства Scarabaeinae и трибы Onthophagini и ещё более 350 найденных им новых видов передал для описания другим энтомологам. Опубликовал около 40 научных статей.
Книги:
- Кабаков О. Н. Пластинчатоусые жуки подсемейства Scarabaeinae (Coleoptera: Scarabaeidae) фауны России и сопредельных стран. — Москва, Товарищество научных изданий КМК, 2006. 374 стр.
- Кабаков О. Н. «С молотком и сачком» (записки геолога и энтомолога).. — Издательство ВСЕГЕИ. С-Пб., 2008. 178 стр.

Статьи:
- Кабаков О. Н. Жесткокрылые эпифитов в тропических лесах Вьетнама // Энтомол. обозр., 1967, т. 46, вып. 3: 690—698.
- Кабаков О. Н. Обзор пластинчатоусых жуков подрода Euonthophagus рода Onthophagus фауны СССР и сопредельных стран // Энтомол. обозр., 1977, т. 56, вып. 2: 383—394.
- Кабаков О. Н. Обзор пластинчатоусых жуков подсемейства Coprinae (Scarabaeidae, Coleoptera) Дальнего Востока СССР и сопредельных территорий // В книге «Жуки Дальнего Востока и Восточной Сибири». Владивосток, 1979: 58 — 98.
- Кабаков О. Н. Ревизия жуков рода Scarabaeus (Coleoptera, Scarabaeidae) фауны СССР // Энтомол. обозр., 1980, т. 59, вып. 4: 819—829.
- Кабаков О. Н. К фауне Onthophagus (Scarabaeidae, Coleoptera) Средней Азии, Ирана и Афганистана // «Новые виды насекомых Средней Азии» (Труды ЗИН, т. 110). Л., 1982: 8 — 19.
- Кабаков О. Н. Таксономический статус Parascatonomus (Onthophagus, Scarabaeidae) с описанием новых видов из Ю.-В. Азии // В сборнике «Систематика и экология насекомых Вьетнама». М., «Наука», 1992: 196—209.
- Кабаков О. Н. Новые подрод и виды Onthophagus (Coleoptera, Scarabaeidae) из Средней и Центральной Азии // Труды ЗИН, т. 211. Л., 1990: 28 — 39.
- Кабаков О. Н. Жуки рода Onthophagus (Coleoptera, Scarabaeidae) из подродов Indochorius и Colobonthophagus Юго-Восточной Азии // Труды ЗИН, т. 257. СПб, 1994: 77 — 91.
- Кабаков О. Н. Новые виды пластинчатоусых жуков подсемейства Scarabaeinae (Coleoptera, Scarabaeidae) из Вьетнама и сопредельных стран // Энтомол. обозр., 1994, т. 73, вып. 2: 300—317.
- Kabakov O. N. Studies on the Coprophagous Scarab Beetles (Coleoptera, Scarabaeidae) from the Vietnam in the collections of Zoological Institute St.Petersburg and in the Naturkundemuseum Erfurt // Veroeffentlichungen des Naturkundemuseums Erfurt, 1998, Heft 17: 39 — 57.

## Память
В честь Кабакова названы 122 новых вида и несколько родов насекомых, в том числе.
- Род Kabakovia Kirejtshuk (семейство Nitidulidae)
- Род Kabakoviella Kaszab (семейство Tenebrionidae)
- Оса Nuristanilla kabakovi
- Муравей Strongylognathus kabakovi